# Saroba ceylonica
Saroba ceylonica är en fjärilsart som beskrevs av Walker 1865. Saroba ceylonica ingår i släktet Saroba och familjen nattflyn. Inga underarter finns listade.